# Mlýnský rybník (Jabkenice)
Mlýnský rybník je lesní rybník zhruba obdélníkovitého tvaru o rozloze asi 4,2 ha, který leží na Jabkenickém potoce u Jabkenické obory asi 1,2 km východně od centra obce Jabkenice v okrese Mladá Boleslav. Mlýnský rybník je součástí rybniční soustavy sestávající z pěti větších rybníků, v pořadí od pramene potoka to jsou: Křinecký rybník, Vidlák, Hrádecký rybník, Štičí rybník (tyto čtyři leží v Jabkenické oboře) a Mlýnský rybník, který leží již vně Jabkenické obory. Součástí této rybniční soustavy je i několik menších rybníčků na vedlejších přítocích. Rybniční soustava v Jabkenické oboře je zakreslena již na mapovém listě č. 76 z I. vojenského mapování z let 1764–1783.
Rybník je využíván pro chov ryb a v letním období pro rekreaci jako přírodní koupaliště.

## Galerie

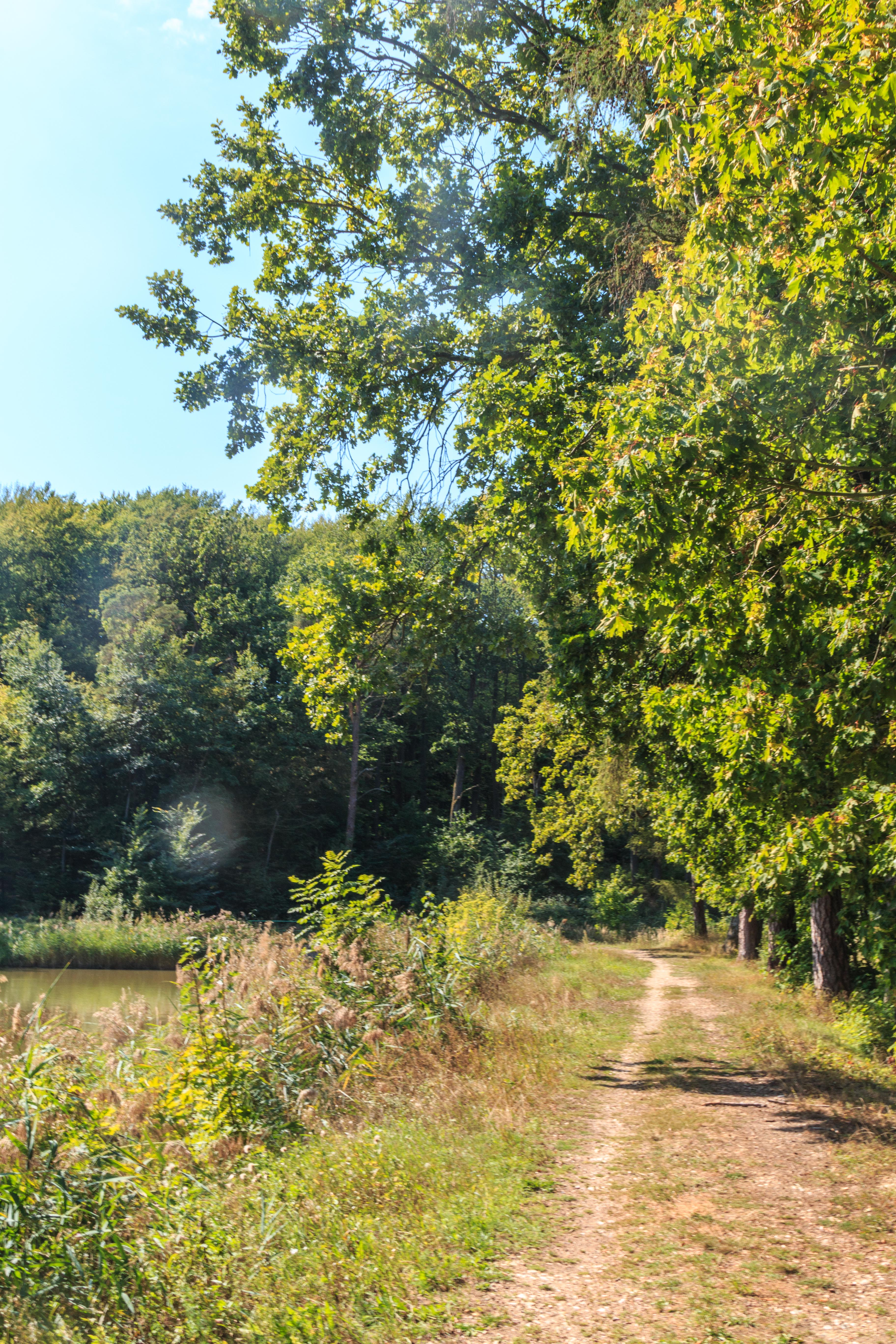
Pohled na hráz Mlýnského rybníka
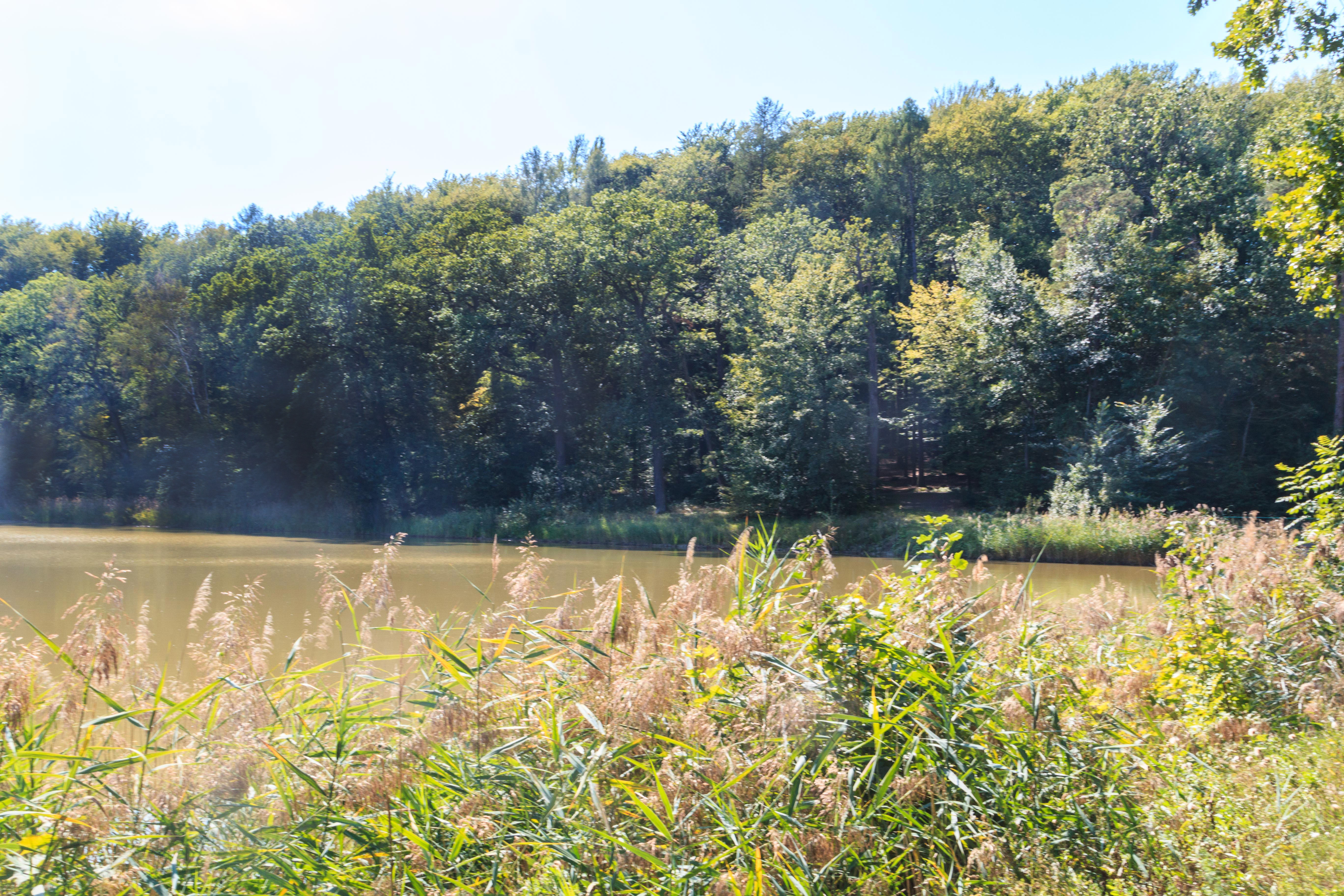
Pohled z hráze k jihozápadnímu břehu
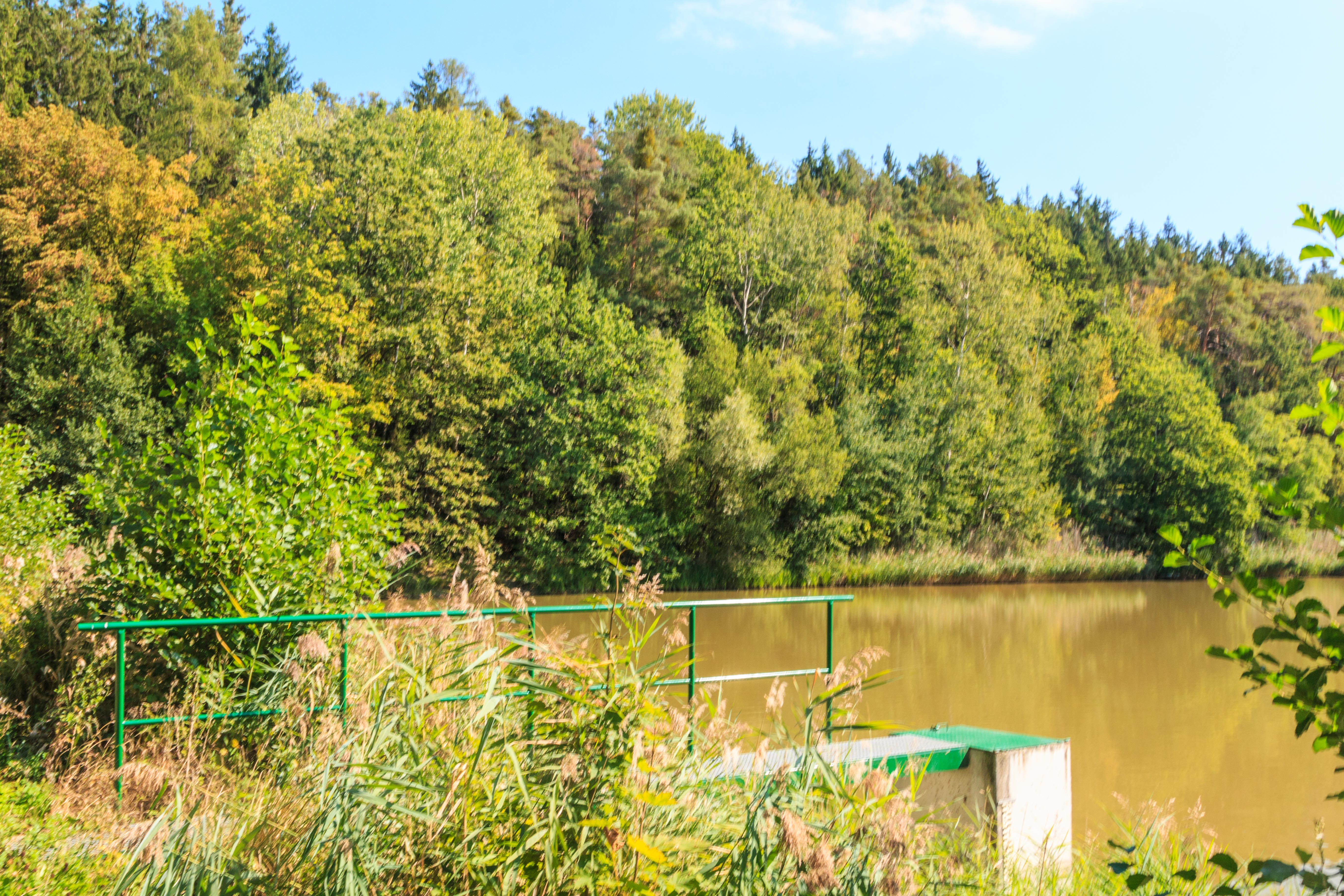
Pohled z hráze k severovýchodnímu břehu
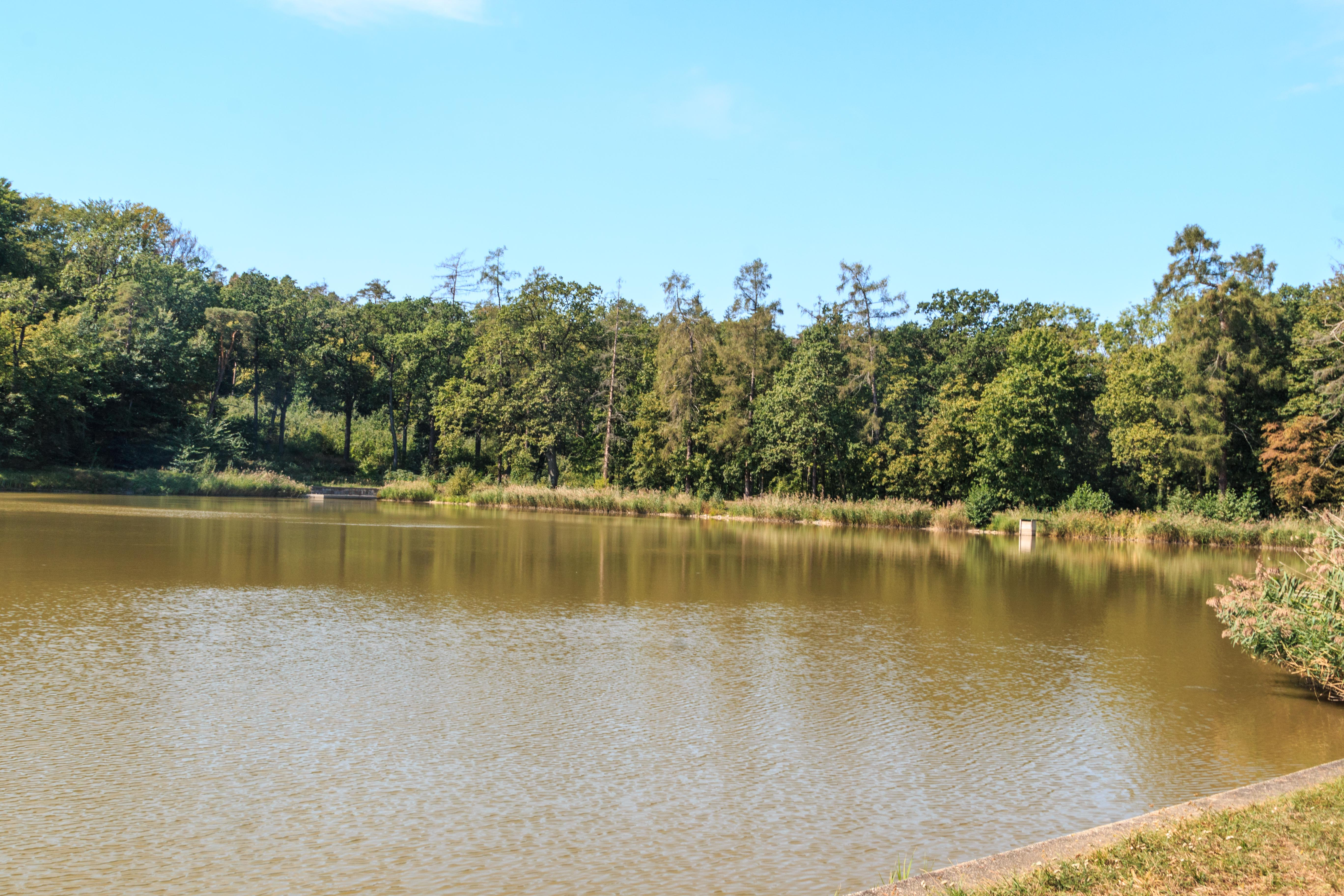
Pohled na hráz ze severovýchodního břehu
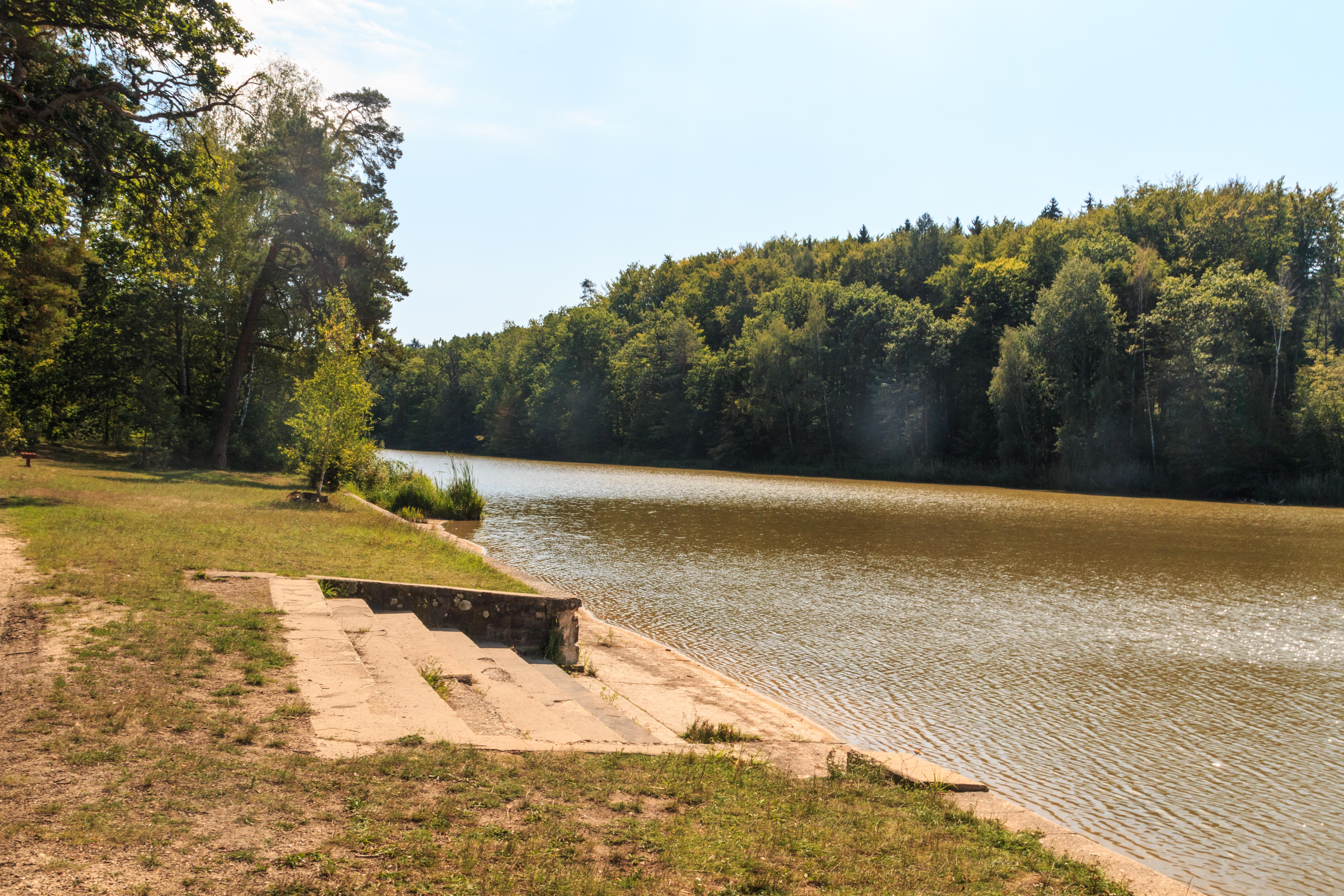
Koupaliště